# Mrs. World
Mrs. World est un concours international de beauté pour femmes mariées. Il est organisé depuis 1985, selon les règles de Miss America.

## Lauréates
- Pas d'élection en: 1990-1995, 1997-1999, 2004 et 2012.

Liste des gagnantes depuis sa création:
| Year          | Country          | Mrs World                  | Location                       |
| ------------- | ---------------- | -------------------------- | ------------------------------ |
| 1985          | Sri Lanka        | Rosy Senanayake            | Queensland, Australie          |
| 1986          | Colombie         | Astrid De Navia            | Honolulu (Hawaii), États-Unis  |
| 1987          | Nouvelle-Zélande | Barbara Riley              | San José, Costa Rica           |
| 1988          | États-Unis       | Pamela Nail                | Honolulu (Hawaii), États-Unis  |
| 1989          | Pérou            | Lucila Boggiano            | Las Vegas (Nevada), États-Unis |
| 1996          | Costa Rica       | Marisol Soto de Volio      | Honolulu (Hawaii), États-Unis  |
| 2000          | États-Unis       | Starla Stanley             | Honolulu (Hawaii), États-Unis  |
| 2001          | Inde             | Aditi Gowitrikar           | Las Vegas (Nevada), États-Unis |
| 2002          | États-Unis       | Nicole Brink               | Las Vegas (Nevada), États-Unis |
| 2003          | Thaïlande        | Suzanna Pavadee Vicheinrut | Las Vegas (Nevada), États-Unis |
| 2005          | Israël           | Sima Bakhar                | Amby Valley, Inde              |
| 2006          | Russie           | Sofia Arjakovskaya         | Saint-Pétersbourg, Russie      |
| 2007          | États-Unis       | Diane Tucker               | Sotchi, Russie                 |
| 2008          | Ukraine          | Natalya Chmarenkova        | Kaliningrad, Russie            |
| 2009          | Russie           | Victorya Radotchinskaya    | Vung Tau, Vietnam              |
| 2010          | Pakistan         | Mariam Mohammed            | Santiago, Chili                |
| 2011          | États-Unis       | April Lufriu               | Orlando, États-Unis            |
| 2013          | États-Unis       | Kaley Sparling             | Canton, Chine                  |
| 2014          | Biélorussie      | Marina Alekseichik         | Maryland, États-Unis           |
| 2015          | Ukraine          | Elena Tribrat              | Thanh Hóa, Vietnam             |
| mars 2016     | Afrique du Sud   | Candice Abrahams           | Dongguan, Chine                |
| novembre 2016 | Pérou            | Giuliana Zevallos (es)     | Incheon, Corée du Sud          |
| 2018          | Hong Kong        | Alica Lee Gianetta         | Johannesbourg, Afrique du Sud  |
| 2019          | Viêt Nam         | Jennifer Lê                | Las Vegas (Nevada), États-Unis |
| 2020          | Sri Lanka        | Caroline Jurie             | Las Vegas (Nevada), États-Unis |

## Présentation
- Alan Thicke
- John O'Hurley
- Tommy Habeeb
- Florence Henderson
- Aki Avni